# Лейк-енд-Пенінсула (округ, Аляска)
Шаблон:StateAbbr_ 58°24′ пн. ш. 156°11′ зх. д. / 58.4° пн. ш. 156.18° зх. д.
Боро Лейк-енд-Пенінсула (англ. Lake and Peninsula Borough) — боро в штаті Аляска, США.

## Демографія
За даними перепису 2000 року загальне населення боро становило 1823 особи, усе сільське. Серед мешканців боро чоловіків було 969, а жінок — 854. У боро було 588 домогосподарств, 418 родин, які мешкали в 1557 будинках. Середній розмір родини становив 3,74 особи.
Віковий розподіл населення поданий у таблиці:
| Стать    | До 15 років | 15-21 | 22-29 | 30-39 | 40-49 | 50-65 | 65-85 | Понад 85 |
| -------- | ----------- | ----- | ----- | ----- | ----- | ----- | ----- | -------- |
| Чоловіки | 275         | 128   | 61    | 141   | 170   | 137   | 54    | 3        |
| Жінки    | 287         | 108   | 62    | 114   | 146   | 95    | 39    | 3        |

## Суміжні боро та зони перепису
- Зона перепису Бетел – північ
- Боро Кенай – схід
- Боро Кодіяк-Айленд – південний схід
- Боро Східні Алеутські острови – захід
- Боро Бристол-Бей – захід
- Зона перепису Діллінгем – захід